# Muscolo dilatatore dell'iride

Riflesso pupillare alla luce: il muscolo dilatatore media l'apertura della pupilla

Il  muscolo dilatatore dell'iride (o della pupilla) è un muscolo dell'iride a fibre raggiate posto all'interno dello strato esterno dell'epitelio dell'iride.

## Innervazione
Innervato dal sistema simpatico attraverso i nervi ciliari che portano fibre simpatiche postgangliari del ganglio cervicale superiore.

## Derivazione embriologica
Il muscolo dilatatore dell'iride è l'unico muscolo nel nostro organismo, assieme a quello del corpo ciliare, di derivazione ectodermica

## Funzioni
La sua funzione è quella di regolare l'apertura della pupilla (midriasi) in risposta a stimoli emotivi e dolorosi e non alla luce.

## Patologia
Può essere interessato da siderosi (accumulo di ferro).